# Sicilia (nave ospedale)
La Sicilia (già Coblenz) è stata una nave ospedale della Regia Marina, già piroscafo misto italiano ed in precedenza tedesco.

## Storia

La nave ospedale fotografata nelle acque antistanti Durazzo.

Costruita a Brema tra il 1923 ed il 1924 per la grande compagnia di navigazione tedesca Norddeutscher Lloyd, la nave, un piroscafo misto da 9449 tonnellate di stazza lorda (successivamente incrementate a 9646 tsl), aveva originariamente il nome Coblenz. Per oltre un decennio il piroscafo venne quindi utilizzato come transatlantico sulle linee passeggeri verso l'America settentrionale.
Nel 1935, durante i preparativi della guerra d'Etiopia, il governo italiano decise, per dotarsi di un adeguato numero di grandi unità passeggeri da adibire al trasporto delle truppe, di acquistare da compagnie straniere nove grosse navi passeggeri (con stazza lorda compresa tra le 9.000 e le 20.000 tsl) che vennero ribattezzate con nomi di regioni italiane: tra queste navi vi fu appunto la Coblenz, che, comprata nell'agosto 1935, venne ribattezzata Sicilia (le altre unità erano Calabria ex Werra, Liguria ex Melita, Lombardia ex Risolute, Piemonte ex Minnedosa, Sannio ex General Mitre, Sardegna ex Sierra Ventana, Toscana ex Saarbrucken – gemella del Sicilia – ed Umbria ex Bahia Blanca). Date in gestione alla società Italia, che figurava anche come loro proprietaria (e successivamente, nel 1936, al Lloyd Triestino), le nove unità della serie «Regioni» non vennero in realtà mai impiegate per servizio passeggeri di linea, venendo invece sempre utilizzate per conto del governo, del Ministero delle colonie o della Regia Marina.

La Sicilia a Venezia il 29 agosto 1941.

Al pari delle altre unità della “classe” Regioni, pertanto, il Sicilia, iscritto con matricola 2048 al Compartimento marittimo di Genova, venne impiegato come nave trasporto truppe dapprima nella guerra d'Etiopia e poi nella guerra civile spagnola. Durante tale conflitto i trasporti truppe viaggiavano solitamente in convogli scortati da unità della II Squadra Navale (incrociatori o cacciatorpediniere) sino a Malaga o Gibilterra, per proseguire alla volta di Cadice sotto la scorta di unità provenienti da Tangeri, Ceuta e Palma di Majorca. Tra gli ultimi viaggi del Sicilia nella guerra di Spagna vi fu quello della sera del 31 maggio 1939, quando il piroscafo, alle otto di sera, lasciò Cadice per rimpatriare i reparti del Genio del Corpo Truppe Volontarie ed il loro comandante.

All'entrata dell'Italia nella seconda guerra mondiale, il 10 giugno 1940, il Sicilia si trovava, insieme al similare Toscana, nel Dodecaneso, dove le due navi erano da poco giunte con a bordo alcune centinaia di militari di complemento. 

La Sicilia ai lavori nell’Arsenale di Taranto nel marzo 1941, poco dopo l’arrivo dal Dodecaneso.

 Nei mesi successivi le due navi rimasero sostanzialmente inattive in quelle isole, finché nel dicembre 1940, lo Stato Maggiore della Regia Marina decise la loro trasformazione in navi ospedale, sia in virtù delle loro grandi dimensioni e capienza, sia per salvarle dalla perdita in caso della caduta – allora ritenuta molto probabile, timore che permase sino alla caduta della Grecia nell'aprile 1941 – del Dodecaneso, in seguito al blocco navale oppure ad uno sbarco turco o britannico. La decisione venne comunicata alla sede della Croce Rossa Internazionale a Ginevra, e vennero inviati nel Dodecaneso i materiali sanitari ed il personale medico necessario ad armare le due navi, prima a mezzo aerei (sul finire del 1940) e poi, nel gennaio 1941, mediante la moderna motonave Vettor Pisani. Requisita ufficialmente dalla Regia Marina il 1º febbraio 1941, iscritta nel ruolo del naviglio ausiliario dello Stato in egual data e ridipinta secondo le norme stabilite dalla Convenzione di Ginevra per le navi ospedale (scafo e sovrastrutture bianche, fascia verde interrotta da croci rosse sullo scafo e croci rosse sui fumaioli), la Sicilia, dotata di adeguate attrezzature sanitarie ed imbarcato il personale medico, entrò in servizio come nave ospedale dotata di 780 posti letto nel marzo 1941. Nella prima metà di quello stesso mese l'unità lasciò Lero poco dopo la Toscana e, dopo aver attraversato il canale di Cerigo ed il Mar Egeo, giunse a Taranto, da dove poi, dopo un turno di lavori in quell'Arsenale, venne trasferita a Trieste per ultimare l'allestimento. La nave divenne infine operativa nell'aprile-maggio 1941.

Nell'aprile 1941 l'unità, da poco operativa, effettuò cinque missioni di rimpatrio di feriti e malati (principalmente affetti da congelamento, dissenteria, nefrite, febbre enterica, pleurite, reumatismi) dall'Albania. Nei giorni successivi al 24 maggio 1941 la Sicilia venne inviata, insieme alla nave ospedale Arno, alla ricerca dei superstiti del trasporto truppe Conte Rosso, silurato ed affondato alle 20.45 del 24 maggio dal sommergibile britannico Upholder, mentre era in navigazione in convoglio da Napoli a Tripoli. 

La Sicilia in fiamme nel porto di Napoli, dopo il bombardamento del 4 aprile 1943.

Perirono con la nave 1297 uomini (per altre fonti 1544), mentre le unità della scorta e quelle inviate in soccorso salvarono 1432 naufraghi. La Sicilia non riuscì tuttavia a rintracciare alcun superstite.
Nel dicembre 1941 la nave ospedale riportò alcuni danni causati dalle avverse condizioni meteomarine.

Alle 14.25 del 19 luglio 1942 la Sicilia, in transito nel canale di Doro, venne attaccata al largo dell'isola di Mantili dal sommergibile greco Nereus, che, avendola scambiata per un trasporto nonostante le ottimali condizioni di visibilità, le lanciò quattro siluri: nessuna delle armi andò a segno.

Il relitto della nave ospedale adagiato su un fianco accanto al molo Pisacane.

Il 4 aprile 1943, durante un pesante bombardamento aereo su Napoli, durato dalle 15.07 alle 16.17, ad opera di 99 bombardieri della 9th e 12th USAAF con obiettivo il porto, l'aeroporto di Capodichino e gli scali ferroviari (molte bombe caddero tuttavia anche sulla città, causando 225 vittime tra la popolazione civile), la Sicilia, all'ormeggio al molo Pisacane del porto partenopeo, fu colpita ed incendiata da diverse bombe, iniziando a sviluppare un graduale sbandamento sul lato sinistro. 

Un’altra immagine del relitto della Sicilia dopo l’incursione del 4 aprile 1943. Sulla destra è visibile la grossa nave passeggeri Lombardia, anch’essa semiaffondata nello stesso bombardamento.

Durante la notte la nave, pesantemente danneggiata ed in fiamme (specie nella zona prodiera delle sovrastrutture), si rovesciò sul lato sinistro, rimanendo parzialmente emergente. Dato che la nave era stata affondata durante un bombardamento a tappeto, le autorità italiane non considerarono l'attacco intenzionalmente diretto contro la Sicilia, pertanto l'accaduto non venne denunciato alle autorità di Ginevra.  Il relitto venne successivamente recuperato e smantellato.
Complessivamente la Sicilia aveva svolto 47 missioni come nave ospedale (3 di soccorso e 44 di trasporto infermi), trasportando in tutto 4476 tra feriti e naufraghi e 28.959 malati dai fronti della Libia, della Grecia e dell'Albania.